# Frederic, Prinț Ereditar al Palatinatului
Henric Frederic, Prinț Ereditar al Palatinatului (germană Heinrich Friedrich; 1 ianuarie 1614 – 7 ianuarie 1629) a fost fiul cel mare al lui Frederic al V-lea, Elector Palatin și a soției acestuia, Elisabeta Stuart, fiica regelui Iacob I al Angliei.
Frederic Henric s-a înecat la vârsta de 15 ani. Era în drum spre Amsterdam pentru a vedea comoara flotei spaniole care era capturată acolo și s-a înecat în timpul traversării Haarlemmermeer.